# A Watts család meggyilkolása
A Watts család meggyilkolása 2018. augusztus 13-án kora reggel történt Frederickben, az amerikai Colorado államban. A rendőrségi kihallgatás során Christopher Lee Watts (született 1985. május 16-án) bevallotta terhes felesége, Shan'ann Cathryn Watts (született Shanann Rzucek, 1984. január 10.) megölését. Két lányuk, a négyéves Bella és a hároméves Celeste halálának oka a fejükre tett takaró okozta fulladás. Watts a gyilkosságokat követően lányainak testét egy-egy olajtartályba dobta, feleségét pedig egy sekély sírba temette egy olajmezőn, ahol dolgozott. 2018. november 6-án bűnösnek vallotta magát szándékos emberölés bűntettében vádalku keretében, melynek során halálbüntetését visszavonták. Ötszörös életfogytig tartó börtönbüntetésre ítélték feltételes szabadlábra helyezés lehetősége nélkül.

## Háttér
Christopher Lee Watts és Shanann Cathryn Watts az észak-karolinai Spring Lake és Aberdeen város szülöttei voltak. 2010-ben találkoztak, majd 2012. november 3-án összeházasodtak Mecklenburg megyében. Két lányuk született: Bella Marie Watts (2013. december 17.) és Celeste Cathryn "Cece" Watts (2015. július 17). A család egy öt hálószobás házban élt, amit 2013-ban vettek a coloradói Frederickben. A házaspár 2015-ben anyagi válságról számolt be, magáncsődöt jelentett. Chris Wattsot az Anadarko Petroleum nevű cég alkalmazta, míg Shanann a Le-vel nevű többszintű marketingcég független képviselője volt, és 'Thrive' nevű terméket értékesített.  Halálának idején tizenöt hetes terhes volt harmadik gyermekével, akit Niko Lee Wattsnak neveztek el; várhatóan 2019. január 31-én született volna meg.

## Eltűnés
Shanann hajnali 1:48-kor ért haza egy arizonai üzleti útról 2018. augusztus 13-án. Kollégája és egyben barátja, Nickole Utoft Atkinson vitte haza. Chris ekkor otthon volt a gyerekekkel. Később (ugyanezen a napon) Atkinson bejelentette Shanann és a két gyermek eltűnését, mert aggódni kezdett, amiért Shan'ann nem ment el a nőgyógyászati időpontjára, és nem válaszolt a nő üzeneteire. Miután Shanann egy üzleti találkozóra sem ment el, Atkinson körülbelül 12:10-kor átment Wattsék otthonába. Amikor senki nem nyitott ajtót a kopogás és csengetés ellenére, Atkinson értesítette Christ, és felhívta a fredericki rendőrséget is. 13:40 körül egy rendőrtiszt érkezett a helyszínre. Chris, aki éppen megérkezett a munkából, beszélt a tiszttel családjának kereséséről. Az ellenőrzés során Chris engedélyt adott a rendőrnek a ház átkutatására, de a család egyik tagját sem találták meg a házban. A tisztek megtalálták Shanann táskáját, amelyben benne volt a telefonja, létfontosságú gyógyszerei (Lupus nevű autoimmun betegségben szenvedett) és kulcsai. Karikagyűrűje és jegygyűrűje a hálószobájukban az éjjeli szekrényen volt. Autója, amelyben benne voltak gyermekeik autósülései, a garázsban volt, a Shanann által mindennap hordott flip-flop cipő pedig a bejárati ajtó előtt, melyet belülről zártak be.
Az FBI és a Colorado Nyomozó Iroda másnap, augusztus 14-én csatlakozott a nyomozáshoz. Chris a háza előtt interjút adott a denveri KMGH-TV és KUSA-TV csatornáknak, amelyben családjának visszatérésért könyörgött, mégis többekben döbbenetet keltett, mennyire hidegen beszélt róluk. Az interjúban hallható volt a nyomozók keresőkutyáinak ugatása.

## Jogi eljárások
Chris Wattsot 2018. augusztus 15-én késő este tartóztatták le. Watts megbukott a poligráfos vizsgálaton, majd beismerte, hogy meggyilkolta feleségét. Azt kérte, hadd beszélhessen apjával, mielőtt bevallotta tettét. Vallomása szerint szeretője volt, és azt állította, hogy válni szeretett volna feleségétől. Kihallgatása során azt mondta, hogy Shanann fojtotta meg a gyerekeket, válaszul a férfi válásra irányuló terveire, majd hirtelen felindulásból ő is ugyanezt tette a feleségével, azt követően pedig a három testet egy távoli olajmezőre vitte, ahol dolgozott.
A hatóságok a Watts család elhunyt tagjainak helyét Chris egykori munkáltatójának, az Anadarko Petroleumnak területén találták meg augusztus 16-án. Wattsot augusztus 15-én, letartóztatása napján bocsátották el munkahelyéről. Gyermekei testét az olajtartályokban dobta, Shan'annt és meg nem született gyermeküket pedig egy sekély sírba temette.
Wattsot augusztus 21-én négy rendbeli szándékos emberöléssel vádolták meg, melyek közül két rendben "12. életévét be nem töltött személy sérelmére elkövetett emberölés" volt a vád. A vád alapját képezte továbbá egy rendbeli magzatelhajtás (törvénytelen terhességmegszakítás), és három rendbeli "holttesttel való visszaélés" is. Így összesen kilenc vádpontban találták bűnösnek.
Az esetet a média összekapcsolta a családirtás bűncselekményének fogalmával. E bűncselekmények nagy része általában augusztusban, az iskola kezdete előtt következik be, ami késleltetheti a felderítést és a nyomozást. Az egykori FBI-profilozó, Candice DeLong szerint a Chris Wattséhoz hasonló esetek ritkák, mivel "a családirtók általában öngyilkosságot követnek el a gyilkosságok után". Watts állítása szerint bűntudata miatt tervezte, hogy végez magával is. Ugyanakkor Wattsnak új barátnője volt, aki miatt nagyon izgatott volt.
Watts ügyvédje egy Dr. Phillel készített interjúban kijelentette, hogy a férfi Shan'annt egy válással kapcsolatos vita után ölte meg. A gyilkosság alatt Bella besétált a szobába. Watts ezután azt mondta lányának, hogy az anyja beteg. Felesége holttestét kisteherautója hátsó részének padlójára tette, lányait pedig a kocsi ülések nélküli részébe ültette, ahol lábuk édesanyjuk élettelen testét érintette. Később egymás után mindkét gyermeket megfojtotta egy takaróval az autó hátsó ülésén. Chris később egy Cheryln Cadle-nek írt levélben (A Christopher levelei című könyvében jelent meg) bevallotta, hogy először lányait akarta megfojtani, ám amikor ezt követően éppen Shan'annt fojtogatta, lányai visszanyerték az eszméletüket, és meglátták Shan'annt egy lepedőbe csavarva. Chris ekkor mondta nekik, hogy az anyjuk beteg.

### Vádalku és ítélet
Chris Watts november 6-án bűnösnek vallotta magát a gyilkosságok vádjában. A halálbüntetést a kerületi ügyész nem terjesztette elő Shan'ann családjának kérésére, mivel a család nem akart az ügy kapcsán további haláleseteket. Az ügyészek támogatták a vádalkut. November 19-én Wattsot ötszörös életfogytiglani börtönre ítélték, feltételes szabadlábra helyezés lehetősége nélkül. További 48 évet kapott felesége terhességének jogellenes megszakításáért, valamint 36 évet az elhunyt testekkel való visszaélések miatt.
2018. december 3-án Wattsot "biztonsági kockázatok" miatt egy másik állam börtönébe szállították. 2018. december 5-én érkezett meg a Dodge Correctional Institutionba, egy maximális biztonságú börtönbe, a wisconsini Waupunban, ahol jelenleg is életfogytiglani börtönbüntetését tölti.

## Média
Az ABC News Televíziós hírmagazin 2018. decemberi epizódjában Shan'ann szüleit, Frank és Sandra Rzuceket első alkalommal interjúvolták meg lányuk és unokáik halála óta.
A HLN 2018 decemberében egy új adást mutatott be Családi mészárlás: Chris Watts címmel, amelyben a rendőrségi testkamerák és Chris Watts kihallgatásának rögzített felvételeit hozták nyilvánosságra. Egy, a Colorado Nyomozó Iroda által készített (nemrég kiadott) videón Watts szeretőjével, Nichol Kessingerrel készült interjúban a nő elmondta, hogy Chris viselkedése megváltozott a gyilkosság előtti napokban.
Egy amerikai talk show-nak, a Dr. Phil-nek egy 2018. decemberi epizódjában Dr. Phil konzultált négy bűnügyi szakértővel: egy egykori ügyésszel és televíziós újságíróval, Nancy Grace-szel, egy egykori FBI-nyomozóval, Candice DeLong-gal, egy rendvédelmi tanácsadóval, Steve Kardiannal és egy testbeszéd-szakértővel, Susan Constantine-nal. A szakértők elemezték Chris Watts indítékát, titkos életét és bűnözői profilját.
A magyar nézők az ID Investigation Discovery csatornán nézhették meg a Chris Watts: Egy ID gyilkossági rejtély (Family Man, Family Murderer: An ID Murder Mystery) c. dok. filmet.

## Populáris kultúra
2022: Az indusztriális metál műfajában alkotó SKYND 2022. február 16-án publikált dalt és egy hozzá tartozó videoklipet Chris Watts címmel.

## Fordítás
Ez a szócikk részben vagy egészben  a   Watts family murders című angol Wikipédia-szócikk ezen változatának fordításán alapul.  Az eredeti cikk szerkesztőit annak laptörténete sorolja fel. Ez a jelzés csupán a megfogalmazás eredetét és a szerzői jogokat jelzi, nem szolgál a cikkben szereplő információk forrásmegjelöléseként.